# Ixtlán del Río
Ixtlán oder Ixtlán del Río ist eine zum gleichnamigen Verwaltungsbezirk (municipio) gehörende Stadt mit etwa 30.000 Einwohnern im Südosten des Bundesstaats Nayarit im Westen Mexikos; seit dem Jahr 2023 ist sie als  Pueblo Mágico anerkannt. 

## Lage und Klima
Die am Río Ahuacatlán, einem Nebenfluss des Río Ameca, gelegene Stadt Ixtlán befindet sich ca. 85 km südöstlich der Provinzhauptstadt Tepic in einer Höhe von ca. 1040 m. Die wichtige Nord-Süd-Verbindung der Carretera Federal 15 führt durch den Ort. Das Klima ist zumeist trocken und warm; Regen (ca. 800–1000 mm/Jahr) fällt zumeist im Sommerhalbjahr.

## Bevölkerung
| Jahr      | 2000   | 2010   | 2020   |
| Einwohner | 25.382 | 27.273 | 29.299 |

Der überwiegende Teil der in den letzten Jahrzehnten zugewanderten Bevölkerung ist indianischer Abstammung; gesprochen wird neben Nahuatl auch Spanisch.

## Wirtschaft
Grundlage der örtlichen Wirtschaft ist die Landwirtschaft (vor allem die Viehzucht); daneben spielen auch das Handwerk und der Dienstleistungssektor wichtige Rollen für das Wirtschaftsleben.

## Geschichte
Die etwa 2 km östlich des Stadtzentrums gelegene archäologische Stätte Los Toriles bildete den Vorläufer der heutigen Stadt. Nach der Eroberung des Aztekenreiches (1519–21) sandte der Konquistador Hernán Cortés Expeditionen ins Umland, so auch nach Ixtlán. Nach dem Jahr 1531 gehörte das Gebiet mit der neugegründeten Hauptstadt Tepic zum Königreich Neu-Galizien, welches später zu einer Provinz herabgestuft wurde. Erst im Jahr 1917 wurde der Bundesstaat Nayarit gegründet.

## Sehenswürdigkeiten
- Die Kirche Santiago Apostól entstand im 18. Jahrhundert an der Stelle eines Vorgängerbaus.
- Die archäologische Stätte Los Toriles gehört zu den wichtigsten präspanischen Stätten im Nordwesten Mexikos. Die von zwei Tempeln, die den Göttern Ehecatl und Quetzalcoatl geweiht waren, besetzte Rundpyramide ist einzigartig in ganz Mexiko.[2][3]